# Vicent Garcés Queralt
Vicent Garcés Queralt (Benifairó de les Valls, 8 de setembre de 1906-València, 20 de febrer de 1984) fou un compositor valencià, «motor ideològic» de l'anomenat Grup dels Joves, que es va donar a conéixer en 1934 amb la vocació de «revitalitzar l'ambient musical valencià». Autor d'una obra curta, pel seu sentit autocrític i les dificultats patides sota el franquisme, va interessar-se especialment per la música vocal i el ballet. Manuel Palau Boix, un dels seus mestres, el va considerar «creador del primer ballet valencià». Hernández Farinós ha escrit, al voltant de la seua música de maduresa, que «el seu concepte melòdic i harmònic pren com a base les escales modals i les tonades arcaiques de la música popular autòctona, al que s'uneix l'ús refinat de la melodia vocal. De tot això sorgeix un estil modern, no assumible fàcilment per l'ambient musical valencià de llavors, en estar molt avançat en relació amb els seus contemporanis».

## Biografia
El compositor Vicent Garcés Queralt va nàixer a Benifairó de les Valls (València), en la subcomarca de la Vall de Segó, comarca del Camp de Morvedre, el 8 de setembre de 1906, al si d'una família de llauradors benestants. El seu pare va ser membre de la Banda Sociedad Artística Musical Villa de la Unión que es va formar en l'agregació de Faura i Benifairó de les Valls entre 1884 i 1903, aproximadament. En produir-se la segregació, va passar a anomenar-se Sociedad Musical de Faura. Tot i que no va seguir la tradició musical i no va formar part de la banda de música, era un gran aficionat a escoltar música.

### Estudis a Barcelona i primeres composicions
Cap a 1923 va a Barcelona a estudiar Filosofia i Lletres i, en tornar a Faura en 1928, decideix estudiar música sota la tutela de Manuel Palau Boix, compositor de prestigi reconegut i amb qui van estudiar el seu germà Joan Garcés Queralt, i els seus cosins Enric Garcés Garcés i Eliseo Ribelles Garcés. En 1930 col·labora amb el compositor Vicente Estarelles Úbeda fent el llibret de l'obra Morerías, que no es conserva. No serà aquest el primer text dramàtic per a obres teatrals, ja que també va escriure La deseada i El ramo de flores (1926). Aquest mateix any (1930), compon la suite simfònica per a orquestra Bocetos líricos, revisada posteriorment per Oscar Esplà Triay. Cap a 1931-32 compondrà el ballet Passionera, per a mezzosoprano i orquestra, considerat posteriorment com el seu opus 1. Un parell de peces d'aquest ballet, en reducció per a piano, foren les seues primeres partitures publicades.

### El Grup dels Joves
En 1933 accedeix a la plaça de professor de Literatura Espanyola a l'Institut Ausiàs March de Gandia, plaça que perdrà en arribar el nou règim franquista. L'any 1934 signarà el Manifest del Grup dels Joves junt a Emilio Valdés Perlasia, Luís Sánchez Fernández, Ricardo Olmos i Vicente Asencio, on exposaran les seues aspiracions a «la realització d'un art musical valencià vigorós i ric, a l'existència d'una escola valenciana fecunda i múltiple, que incorpora a la música universal el matís psicològic i l'emoció pròpia del nostre poble i del nostre paisatge. Un art i una escola que es manifesten en tots els gèneres, en el quartet, en la simfonia, l'òpera, en el ballet...». En Gandia compondrà la seua Cantiga, obra per a cor amb la qual va obtenir el premi de composicions corals convocat per la institució cultural Proa (Consell de Cultura i Relacions Valencianes) i que va considerar més tard l'inici del seu primer període compositiu després de l'etapa de formació.
L'any 1936 serà el de la composició en Faura dels Poemes pastorals i la Cançó de la marinera fidel per al llibre de poemes de Lluís Guarner Cançons de terra i de mar, junt amb composicions d'Eduard López-Chavarri Marco i Manuel Palau Boix, publicat per la Societat Castellonenca de Cultura. També serà president de la Societat Valenciana d'Autors, en la Secció Simfònica. Aquest any va rebre una pensió de la Junta d'Ampliació d'Estudis del Ministeri d'Instrucció Pública per estudiar composició en París al llarg de nou mesos, i quan ja preparava el viatge en juliol de 1936, va esclatar la Guerra Civil (1936-1939). Tindrà una amistat estreta amb el pianista Leopoldo Querol Rosso, de qui rebrà classes i al qual protegirà tot i la seua ideologia de dretes al llarg del conflicte armat. També iniciarà l'escriptura del seu Dietari (de juliol de 1936 a novembre de 1939), on plasmarà les seues vivències i sentiments.
En 1937, la seua obra Poemes pastorals va resultar guanyadora dels Premis Musicals del País Valencià convocats per la Diputació de València. L'agost de 1938 és nomenat director del Conservatori de Música de València, càrrec en el qual romangué fins a la fi de la guerra.

### Postguerra. Crisi i exili
Amb la victòria del bàndol franquista, tal com queda reflectit en el seu Dietari, Vicent Garcés passà per una crisi personal i creativa amb la qual començà, en 1940, el seu segon període compositiu influït pel Neoclassicisme i per la pianista Amparo Garrigues (1903-1945), deixebla de Wanda Landowska. Compondrà un Concert per a piano i orquestra que no s'ha conservat. Serà depurat de la seua plaça de professor d'institut i desterrat amb la seua família a Sagunt, on compon la Suite-ofrena a Lluís de Milà.
En l'any 1948 inicia el seu tercer període compositiu arran de la concessió d'una beca de la Direcció de Relacions Culturals de França per estudiar en París al llarg de tres mesos, una visita que es perllongarà, com una forma d'exili, fins a 1958. A París, va rebre la influència del postimpressionisme del Grup dels Sis, concretament de Georges Auric, qui li revisarà entre 1948 i 1949 el ballet Marinada, escrit al llarg dels anys quaranta, amb lletra de Joan Fuster. L'any següent compon en París les Cinc cançons valencianes, que seran estrenades en la capital francesa per l'Orquestra Simfònica de la Radiodifusió Francesa, amb la soprano Ginette Guillaumat i la direcció musical de Jean Giardino. En agost de 1953 crearà la Cançó i Dansa per a guitarra a petició de Narciso Yepes. L'any 1958 torna definitivament a València.

### Els darrers anys
En 1972 obté el XVI Premi Joan Senent per Marinada i el 27 de febrer de 1977 s'estrena el Retaule coral en la Setmana Mediterrània de Música d'Alacant, a càrrec de la secció de cambra del Cor de RTVE sota la direcció de Pascual Ortega.
En 1973 es va casar amb Amparo López Blasco en l'església de Sant Bartomeu, a València. L'any 1976 demana la reincorporació al cos de professors d'institut i és readmès el 15 de gener de 1978 amb dret a pensió. Per problemes de salut i davant d'un ambient musical poc atractiu, entra en una etapa final de silenci compositiu i de depuració de la seua obra. Al llarg dels darrers anys de la seua vida continuarà l'amistat amb els compositors Vicente Asencio Ruano i Matilde Salvador, que compartiran afinitats artístiques.
El 20 de febrer de 1984 mor a València. El 30 d'abril de 1997 les seues despulles es traslladen al cementeri de Faura on romanen actualment.
Les seues composicions estan registrades a la SGAE amb el nom Vicente Garcés Queralt.

## Obra musical
| Opus                                  | Títol                                                                                    | Any de composició                 | Edició | Instrumentació específica                                                                       | Observacions | codi registre SGAE   |
| ------------------------------------- | ---------------------------------------------------------------------------------------- | --------------------------------- | --- | ----------------------------------------------------------------------------------------------- | --- | -------------------- |
| VG/01                                 | L'ocell ferit (Canción de alondras) Poema lírico en tres actos para cuatro voces y piano | Primers anys de la dècada de 1930 | |                                                                                                 | Libretto de Emilio Fornet de Asensi                                                                                           | 22.073.949           |
| VG/01                                 | Preludio de l'ocell ferit                                                                |                                   | |                                                                                                 | | 22.073.976           |
| VG/01                                 | Danza de l'ocell ferit                                                                   |                                   | |                                                                                                 | | 22.073.979           |
| VG/01                                 | Mimodrama del rapto                                                                      |                                   | |                                                                                                 | | 4.642.007            |
| VG/02                                 | Bocetos líricos Suite para orquesta                                                      | 1930                              | | 2(1).2(1).2(1).2. -Sarrusófono- 4.2.0.0. - timp - perc - glock - cel - 2 arp - pf -corda        | | 21.911.266           |
| VG/02                                 | Brisas del valle                                                                         |                                   | |                                                                                                 | | 21.912.629           |
| VG/02                                 | Atardecer                                                                                |                                   | |                                                                                                 | | 21.912.847           |
| VG/02                                 | Remanso entre frondas                                                                    |                                   | |                                                                                                 | | 21.913.030           |
| VG/02                                 | Danza de una noche de plenilunio                                                         |                                   | |                                                                                                 | | 21.913.236           |
| VG/03a                                | Passionera Ballet en tres quadres per a veu i orquestra                                  | 1931-32                           | Passionera Institut Valencià de Cultura-Editorial Piles, 2023 ISMN: 979-0-69218-106-4                                                                 | 3(1).2.(1).2. - Sarrusófono - 4.2.3.1. - timp - perc - glock- cel - 2 arp- pf - Mezzo-S - corda | | 21.682.716           |
| VG/03a                                | Quadre I - Cançó del capvespre                                                           |                                   | |                                                                                                 | | 21.604.700           |
| VG/03a                                | Quadre I - Joguina de l'encís                                                            |                                   | |                                                                                                 | | 21.604.709           |
| VG/03a                                | Quadre I - Dança del joc de l'escarni                                                    |                                   | |                                                                                                 | | 21.604.713           |
| VG/03a                                | Quadre II (Poema de Joan Lacomba Guillot) - Malaurança                                   |                                   | |                                                                                                 | | 21.604.715           |
| VG/03a                                | Quadre II (Poema de Joan Lacomba Guillot) - Clam                                         |                                   | |                                                                                                 | | 21.729.844           |
| VG/03a                                | Quadre III - Dança plenilunial                                                           |                                   | |                                                                                                 | | 21.523.938           |
| VG/03b                                | Passionera Versió per a veu i piano                                                      | 1931-32                           | |                                                                                                 | Reducció de partitura per a veu i piano, amb pentagrames addicionals en que es completen les melodies i motius principals     | 22.363.990           |
| VG/03b                                | Quadre I - Cançó del capvespre                                                           |                                   | |                                                                                                 | | 22.364.076           |
| VG/03b                                | Quadre I - Joguina de l'encís                                                            |                                   | |                                                                                                 | | 22.364.096           |
| VG/03b                                | Quadre I - Dança del joc de l'escarni                                                    |                                   | |                                                                                                 | | 22.364.103           |
| VG/03b                                | Quadre II (Poema de Joan Lacomba Guillot) - Malaurança                                   |                                   | |                                                                                                 | | 22.364.104           |
| VG/03b                                | Quadre II (Poema de Joan Lacomba Guillot) - Clam                                         |                                   | |                                                                                                 | | 22.364.108           |
| VG/03b                                | Quadre III - Dança plenilunial                                                           |                                   | |                                                                                                 | | 22.364.105           |
| VG/03b-1                              | Dos canciones de Pasionaria Piano                                                        | 1935                              | Dos canciones de Pasionaria Ediciones Jaime Piles, Valencia                                                                                           |                                                                                                 | | 22.817.776           |
| VG/03b-1                              | Canción del atardecer                                                                    |                                   | |                                                                                                 | |                      |
| VG/03b-1                              | Canción de pena                                                                          |                                   | |                                                                                                 | |                      |
| VG/03b-2                              | Danza de una noche de plenilunio Piano                                                   | 1935                              | Danza de una noche de plenilunio Ediciones Jaime Piles, Valencia, 1935 Obres per a piano Institut Valencià de Cultura-Editorial Piles, València, 2023 |                                                                                                 | | 4.395.051            |
| VG/04                                 | Cantiga Per a cor mixte a capella                                                        | 1935                              | Cantiga-Retaule Coral Institut Valencià de la Música-Editorial Piles, València, 2009 ISMN: 979-0-69218-091-3                                          |                                                                                                 | Poema del segle XV extret del Auto de la Sibila Casandra de Gil Vicente (trad. al valencià de Angelí Castanyer i Fons)        | 21.913.674           |
| VG/05                                 | Cançó de la marinera fidel Veu i piano                                                   | 1936                              | Inclosa al llibre de poemes Cançons de terra i mar de Lluís Guarner Societat Castellonenca de Cultura                                                 |                                                                                                 | Poema de Lluís Guarner Pérez i Musoles                                                                                        | 166.935              |
| VG/06a                                | Poemes pastorals Veu i orquestra                                                         | 1936-37                           | | 2(2).2(1).2(1).1. - Sarrusofono - 2.2.0.0. - timp - perc -glock -cel - arp - Mezzo-S -corda     | | 22.231.976           |
| VG/06a                                | Troba de l'amor i les tres germanes                                                      |                                   | |                                                                                                 | Versos de Miquel Duran de València                                                                                            | 22.817.554           |
| VG/06a                                | Cançó de la marinera fidel                                                               |                                   | |                                                                                                 | Versos de Lluís Guarner | 166.935              |
| VG/06a                                | El vent                                                                                  |                                   | |                                                                                                 | Versos de Bernat Artola | 22.817.563           |
| VG/06b                                | Poemes pastorals Veu, piano i violí                                                      | 1938                              | Poemes Pastorals Ediciones del Consejo Central de la Música Dirección General de Bellas Artes Ministerio de Instrucción Pública                       |                                                                                                 | | 22.817.637           |
| VG/06b                                | Troba de l'amor i les tres germanes                                                      |                                   | |                                                                                                 | Versos de Miquel Duran de València                                                                                            | 22.817.586           |
| VG/06b                                | Cançó de la marinera fidel                                                               |                                   | |                                                                                                 | Versos de Lluís Guarner | 22.817.599           |
| VG/06b                                | El vent                                                                                  |                                   | |                                                                                                 | Versos de Bernat Artola | 22.817.676           |
| VG/06b                                | Cançó estiuenca                                                                          |                                   | |                                                                                                 | Versos de Francesc Almela i Vives                                                                                             | 22.817.612           |
| VG/07a                                | Suite ofrena a Lluís Milán Orquestra                                                     | 1943-44                           | | 2(1).1(1).1(1).1. - 2.2.0.0. - timp - corda                                                     | | 22.232.036           |
| VG/07a                                | Albada                                                                                   |                                   | |                                                                                                 | |                      |
| VG/07a                                | Sarabanda                                                                                |                                   | |                                                                                                 | |                      |
| VG/07a                                | Estampida                                                                                |                                   | |                                                                                                 | |                      |
| VG/07a                                | Fol·lia                                                                                  |                                   | |                                                                                                 | |                      |
| VG/07b                                | Suite ofrena a Lluís Milán Piano                                                         | 1943-44                           | Obres per a piano Institut Valencià de Cultura-Editorial Piles, València, 2023                                                                        |                                                                                                 | Prèviament titulada Suite Valentina                                                                                           | 22.817.737           |
| VG/08a                                | Marinada Ballet en dos quadres per a veu i orquestra                                     | 1948-49                           | Marinada Institut Valencià de la Música-Editorial Piles, València, 2007 ISMN: 979-0-69218-074-6                                                       |                                                                                                 | 2(1).2(1).2.2. - 4.3.3.1. - timp - perc - arp - V - corda                                                                     | ISWC T-042.646.021.0 |
| VG/08a                                | Introducció                                                                              |                                   | |                                                                                                 | |                      |
| VG/08a                                | Quadre Primer: Plany                                                                     |                                   | |                                                                                                 | Poema de Joan Fuster Ortells                                                                                                  |                      |
| VG/08a                                | Quadre Primer: Dansa per l'albat                                                         |                                   | |                                                                                                 | |                      |
| VG/08a                                | Quadre Primer: La fada                                                                   |                                   | |                                                                                                 | |                      |
| VG/08a                                | Quadre Primer: Cançó de la barraca que no té trespol                                     |                                   | |                                                                                                 | Poema de Joan Fuster Ortells                                                                                                  |                      |
| VG/08a                                | Quadre Primer: Els pretenents                                                            |                                   | |                                                                                                 | |                      |
| VG/08a                                | Quadre Primer: Dansa de les ofrenes                                                      |                                   | |                                                                                                 | |                      |
| VG/08a                                | Quadre Segon: Nocturn                                                                    |                                   | |                                                                                                 | Poema de Joan Fuster Ortells                                                                                                  |                      |
| VG/08a                                | Quadre Segon: Retorn                                                                     |                                   | |                                                                                                 | |                      |
| VG/08a                                | Quadre Segon: Cançó de l'enyorament                                                      |                                   | |                                                                                                 | Poema de Joan Fuster Ortells                                                                                                  |                      |
| VG/08a                                | Quadre Segon: Joia                                                                       |                                   | |                                                                                                 | |                      |
| VG/08a                                | Quadre Segon: Dansa final                                                                |                                   | |                                                                                                 | |                      |
| VG/08a                                | Marinada Versió per a veu i piano                                                        | 1948-49                           | |                                                                                                 | | 22.817.909           |
| VG/08a                                | Introducció                                                                              |                                   | |                                                                                                 | |                      |
| VG/08a                                | Quadre Primer: Plany                                                                     |                                   | |                                                                                                 | |                      |
| VG/08a                                | Quadre Primer: Dansa del vel·latori                                                      |                                   | |                                                                                                 | |                      |
| VG/08a                                | Quadre Primer: La velleta                                                                |                                   | |                                                                                                 | |                      |
| VG/08a                                | Quadre Primer: Els pretenents                                                            |                                   | |                                                                                                 | |                      |
| VG/08a                                | Quadre Primer: Dansa festívola                                                           |                                   | |                                                                                                 | |                      |
| VG/08a                                | Quadre Segon: Nocturnal                                                                  |                                   | |                                                                                                 | |                      |
| VG/08a                                | Quadre Segon: Retorn                                                                     |                                   | |                                                                                                 | |                      |
| VG/08a                                | Quadre Segon: Cançó de Marinada                                                          |                                   | |                                                                                                 | Poema de Joan Fuster Ortells                                                                                                  |                      |
| VG/08a                                | Quadre Segon: Joia                                                                       |                                   | |                                                                                                 | |                      |
| VG/08a                                | Quadre Segon: Dansa final                                                                |                                   | |                                                                                                 | |                      |
| VG/08b-1                              | Danses del ballet Marinada Piano                                                         | 1948-49                           | Obres per a piano Institut Valencià de Cultura-Editorial Piles, València, 2022                                                                        |                                                                                                 | Recopilació procedent de dos conjunts de danses distints: Danses del ballet "Marinada" i Tres fragments del ballet "Marinada" | 22.817.915           |
| VG/08b-1                              | Dansa per a l'albat                                                                      |                                   | |                                                                                                 | |                      |
| VG/08b-1                              | La velleta                                                                               |                                   | |                                                                                                 | |                      |
| VG/08b-1                              | Dansa de les ofrenes                                                                     |                                   | |                                                                                                 | |                      |
| VG/08b-1                              | Dansa final                                                                              |                                   | |                                                                                                 | |                      |
| VG/09a                                | Cinc cançons valencianes Veu i orquestra                                                 | 1950                              | | 2.2(1).2.2. - 2.2.0.0. - timp - arp - V- corda                                                  | | 660.622              |
| VG/09a                                | Cançó antiga                                                                             |                                   | |                                                                                                 | Cobla de Valero Fuster, segle XVI                                                                                             | 660.622              |
| VG/09a                                | Cançó de la marinera fidel                                                               |                                   | |                                                                                                 | Versos de Lluís Guarner | 166.935              |
| VG/09a                                | Cançó estiuenca                                                                          |                                   | |                                                                                                 | Versos de Francesc Almela i Vives                                                                                             | 396.165              |
| VG/09a                                | Cançó de bres                                                                            |                                   | |                                                                                                 | Popular, transcripció de Maria Beneyto                                                                                        | 396.157              |
| VG/09a                                | Cançoneta d'abril                                                                        |                                   | |                                                                                                 | Versos de Bernat Artola | 21.437.739           |
| VG/09b                                | Cinc cançons valencianes Veu i piano                                                     | 1950                              | |                                                                                                 | | 22.817.918           |
| VG/09b                                | Cançó antiga                                                                             |                                   | |                                                                                                 | Cobla de Valero Fuster, segle XVI                                                                                             |                      |
| VG/09b                                | Cançó de la marinera fidel                                                               |                                   | |                                                                                                 | Versos de Lluís Guarner |                      |
| VG/09b                                | Cançó estiuenca                                                                          |                                   | |                                                                                                 | Versos de Francesc Almela i Vives                                                                                             |                      |
| VG/09b                                | Cançó de bres                                                                            |                                   | |                                                                                                 | Popular, transcripció de Maria Beneyto                                                                                        |                      |
| VG/09b                                | Cançoneta d'abril                                                                        |                                   | |                                                                                                 | Versos de Bernat Artola |                      |
| VG/10                                 | Cançó i dansa per a guitarra                                                             | 1953                              | |                                                                                                 | | 21.913.978           |
| VG/11                                 | Retaule coral Cor mixte a capella                                                        | 1975-76                           | Cantiga-Retaule Coral Institut Valencià de la Música-Editorial Piles, València, 2009 ISMN: 979-0-69218-091-3                                          |                                                                                                 | | 22.231.362           |
| Un cors gentil m'ha tant enamorat     |                                                                                          |                                   | | Poema de Jordi de Sant Jordi                                                                    | 22.231.382 |                      |
| Balada de la garsa i l'esmerla        |                                                                                          |                                   | | Poema de Joan Roís de Corella                                                                   | 22.231.403 |                      |
| Si en lo mal temps la serena bé canta |                                                                                          |                                   | | Poema de Joan Roís de Corella                                                                   | 22.231.436 |                      |
| Ara que us am plus que jamés amí      |                                                                                          |                                   | | Poema d'Ausiàs March                                                                            | 22.231.487 |                      |

## Llegat
A la mort del seu germà, Joan Garcés i Queralt, l'any 2014, es va constituir la Fundació Joan Garcés Queralt, que vetlla per la conservació i difusió de l'obra del compositor entre altres finalitats. El llegat dels dos germans es custodia a l'Institut Valencià de Cultura de la Generalitat Valenciana.
Amb motiu del centenari del naixement de Vicent Garcés, l'Ajuntament de Benifairó de les Valls va confeccionar una pàgina dedicada al compositor, creada per Robert Ferrer Llueca.
L' Ajuntament de Faura organitza anualment, des de 2008, el Cicle de Música Valenciana i de cambra Vicent Garcés i Queralt.

## Discografia
LP
1.- Concierto de Iturbi. J. Turina: Procesión del rocío / V. Asencio: Pastoral / R. Chapí: La revoltosa / L. V. Beethoven: Egmont / V. Garcés: "La velleta" i "Dansa final" de Marinada / T. Bretón: La verbena de la paloma. Orquestra de València. José Iturbi (dir.). RCA, 1958. Número de catàleg: 3L16172. Dipòsit Legal: M-8354-1958.
2.- Antologia de la música valenciana. V. Garcés: Marinada / Manuel Palau: Divertimento. Orquestra Municipal de València. Enedina Llori (S), Manuel Galduf (dir.). Ediciones l'Ànec, 1982. Dipòsit legal: V-2403-1982.
CD
1.- Cinc cançons valencianes. Obra selecta. V. Garcés: Cinc cançons valencianes / Danses del ballet "Marinada" / Suite-ofrena a Lluís de Milà/ Cançó i dansa per a guitarra / Cantiga / Retaule coral/ Poemes pastorals. Erika Escribà-Astaburuaga (S), Manuel Galduf (dir.), Ricardo Roca (pf), José Luis Ruiz del Puerto (guit.), Cor de la Generalitat Valenciana, Francesc Perales (dir.), Miguel Àngel Gorrea (vl). PMV006, IVM, 2007. Dipòsit legal: V-4377-2007.
2.- La música del "Grup dels Joves". M. Palau: Música per a una pel·lícula documental valenciana / R. Olmos: Noche romántica / V. Garcés: "Dansa plenilunial" de Passionera/ M. Salvador: "Valenciana" de Seis canciones españolas, Tres cançons valencianes / E. Valdés: Tríptic: Cançons de batre, op.10 / V. Asencio: "Festes al poble" de Tres obres per a orquestra d'arc / L. Sánchez: Amaneix. Marta Estal Vera (S), Orquestra Filharmònica de la Universitat de València. Hilari García Gazquez (dir.). FGUV-IVC, 2018. Dipòsit legal: V-2713-2017.